# Jan-Moritz Lichte
Jan-Moritz Lichte (Kassel, 12 gennaio 1980) è un allenatore di calcio, dirigente sportivo ed ex calciatore tedesco, di ruolo centrocampista.